# Cardigan (vestimentație)

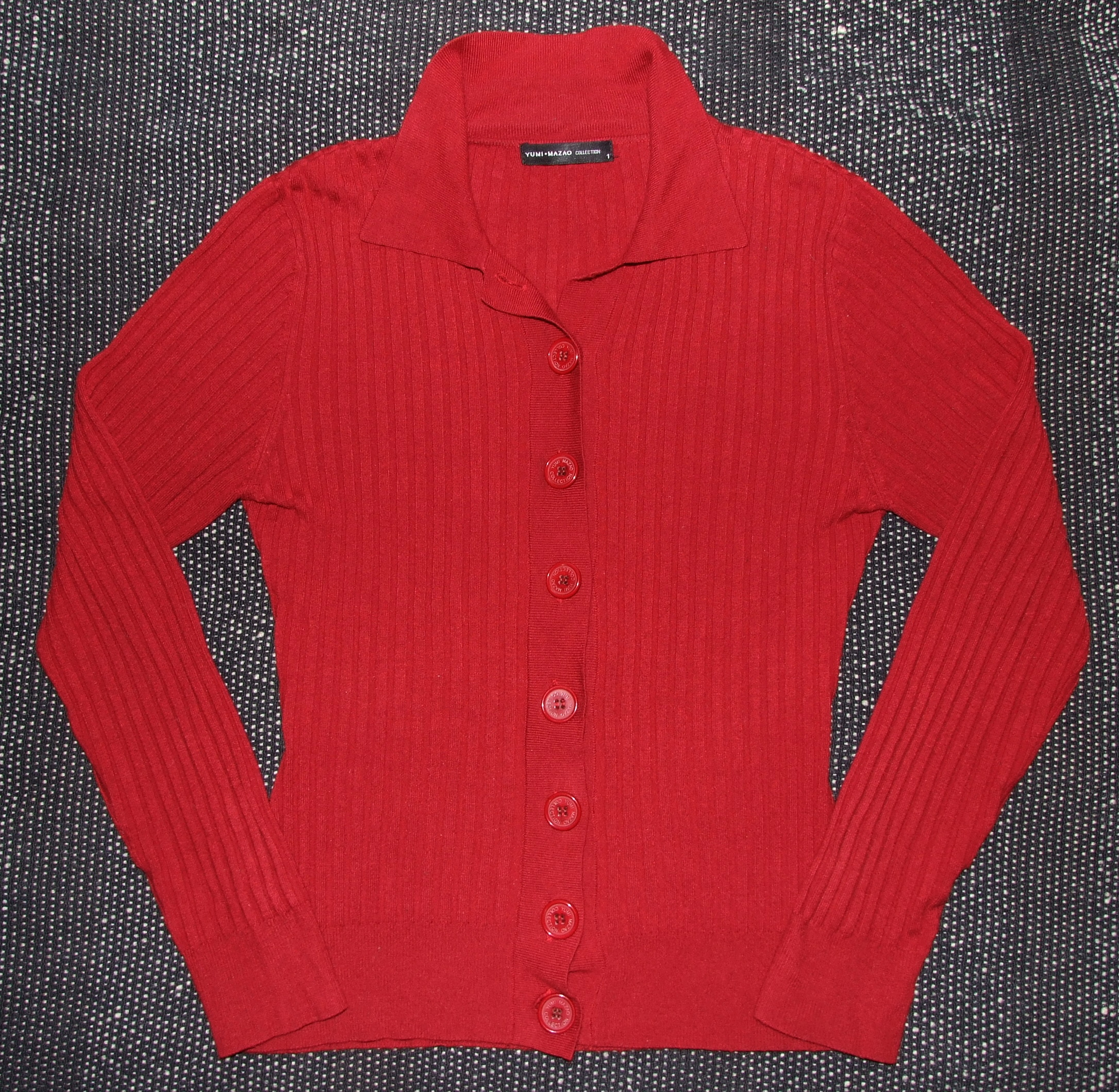

Cardiganul este o piesă de îmbrăcăminte, de obicei făcută din lână, care acoperă partea superioară a corpului și a brațelor, fixându-se în față cu nasturi și purtată, de obicei, peste alte haine. 

## Descriere
Cardiganul obișnuit are nasturi: o îmbrăcăminte care este legată este în schimb considerată o haină. O versiune mai modernă a îmbrăcămintei nu are nasturi și se blochează prin design. De altfel, un pulover nu se deschide în față, ci trebuie să fie "tras peste" capul care trebuie purtat. Poate fi tricotat manual sau manual. În mod tradițional, cardiganul a fost făcut din lână, dar poate fi acum fabricat din bumbac, fibre sintetice sau orice combinație a acestora.

## Istoric
Cardiganul a fost numit după James Brudenell, al 7-lea Earl of Cardigan, un general maior al armatei britanice care a condus Chargeul Brigăzii de Lumină la bătălia de la Balaclava în timpul războiului din Crimeea. Acesta este conceput după vesta tricotată din lână, pe care ofițerii britanici o purtau în timpul războiului. Legenda evenimentului și faima pe care a obținut-o Lord Cardigan după război au dus la creșterea popularității îmbrăcămintei - se presupune că Brudenell a inventat cardiganul după ce a observat că coada hainei sale a fost arsă accidental într-un șemineu. Numele "Cardigan" este o variație anglicizată a denumirii galeze Ceredigion.
Termenul se referea inițial numai la o vesta tricotată fără mâneci, dar s-a extins la alte tipuri de îmbrăcăminte în timp. Coco Chanel este cunoscută pentru promovarea cardiganului pentru femei, deoarecec "ea a urât cum puloverele bărbaților stranse pe gât îi stricau părul când le trăgea peste cap". Îmbrăcămintea este asociată în cea mai mare parte cu cultura colegiilor din Roaring Twenties și începutul anilor 1930, fiind de asemenea populară în anii 1950, 1970 și 1990. Cardiganul și-a recăpătat popularitatea în timpul anilor 2010.

## Utilizare
Cardiganul simplu este purtat adesea peste cămăși și jachete în costume ca o versiune mai puțin formală a vestei sau vestei care strânge cravata atunci când jacheta a fost îndepărtată. Versatilitatea sa înseamnă că poate fi purtată în contexte ocazionale sau formale și în orice anotimp, dar este cea mai populară pe vreme rece.